# Месть полудурков 2: Полудурки в раю
«Месть полудурков 2: Полудурки в раю» — американский комедийный фильм 1987 года, продолжение снятого в 1984 году фильма «Месть полудурков». Большинство главных актёров фильма-предшественника было задействовано так же и в этом фильме: Роберт Кэррадайн, Энтони Эдвардс, Кертис Армстронг, Ларри Б. Скотт, Тимоти Басфилд, Дональд Гибб и Эндрю Кассезе. Кортни Торн-Смит сыграла главную роль. Среди других актёров — Брэдли Уитфорд, Эд Лотер и Барри Собел.
В саундтреке звучит песня «Itsy Bitsy Teenie Weenie Yellow Polka Dot Bikini».

## Сюжет
Члены братства Три Лямбда (Lambda Lambda Lambdas) из колледжа Адамс направляются на съезд национального братства в Форт-Лодердейл, штат Флорида. В отеле Ройал Фламинго стажер по имени Санни сообщает Льюису, что их бронирование отменено и передано братству Альфа-бета. Исполняющий обязанности менеджера Базз объясняет Санни, что они не хотят, чтобы «полудурки» останавливались в отеле. Роджер Латимер, президент местного отделения Альфа-бета (и председатель региональной конференции), вместе с товарищами из Альфа планируют избавиться от Три Лямбда.
Роджер всячески пытается навредить братству Три Лямбда, в итоге участники Три Лямбда оказываются в тюрьме. Затем Альфа-бета похищает Три Лямбда вместе с Санни и оставляет их на необитаемом острове. Братство находят тайник кубинского военного офицера с военными припасами, включая лодку и им удаётся выбраться с острова. Ворвавшись на конференцию, Три Лямбда разоблачают Роджера, в результате Совет братства голосует за исключение Роджера и Альфы из совета братства и отменяет их устав.

## В ролях
- Роберт Кэррадайн в роли Льюиса Сколника
- Энтони Эдвардс в роли Гилберта Лоу
- Кертис Армстронг в роли Дадли «Бугер» Доусон
- Ларри Б. Скотт в роли Ламара Латрелл
- Тимоти Басфилд в роли Арнольда Пойндекстера
- Эндрю Кассезе в роли Гарольда Вормсер
- Кортни Торн-Смит в роли Санни Карстэйрс
- Брэдли Уитфорд в роли Роджера Латимера
- Барри Собел в роли Стюарта
- Джеймс Кромвелл в роли мистера Сколника
- Эд Лотер в роли Базза
- Джеймс Хонг в роли Эдгара По Вонга
- Дональд Гибб в роли Фреда «Огре» Паловакски
- Том Ходжес в роли Тини
- Джек Гилпин в роли Мистера Комстока
- Майкл Фицджеральд в роли Пот Роста

## Критика
Фильм получил в основном негативные отзывы критиков. Он имеет рейтинг 7 % на Rotten Tomatoes, основанный на 27 отзывах со средним баллом 3,67/10. Критический консенсус гласит: «Он воссоединяет большую часть актёрского состава и собирает их для поездки в Форт-Лодердейл на весенние каникулы, но „Месть полудурков 2: полудурки в раю“ забывает собрать достаточно шуток или убедительных персонажей, чтобы продержаться 89 минут». Хэл Хинсон из «The Washington Post» высмеял низкопробный стиль фильма, а также назвал его «самым близким фильмом к комедийной пустыне, который я когда-либо видел. Я не смелся вообще». Абсолютно. (Хорошо, один раз засмеялся, когда один из придурков — Бугер — появляется в футболке с надписью «Кто пернул?». Но если это вершина твоей комедийной пирамиды, то у тебя проблемы).
Роджер Эберт, рецензируя фильм для Chicago Sun Times, раскритиковал поверхностное понимание фильма того, что значит быть полудурком, отсутствие смеха и особенно неприятных персонажей, и привёл в пример фильм «Зверинец, который преуспел в создании незабываемых персонажей. В фильме куча парней, которые болтают ерунду и мечтают, чтобы кто-нибудь написал для них хоть какой-нибудь диалог».
Майкл Уилмингтон из Los Angeles Times раскритиковал жестокие методы, с помощью которых «полудурки» добиваются победы, заявив, что из-за этого «трудно увидеть большую разницу между их ценностями и ценностями тех, кто издевается над ними». Дэвид Стерритт из Christian Science Monitor также критиковал триумфальную победу «полудурков»: «Если эти парни такие умные, почему они одерживают свою победу таким примитивным и жёстким путём — ударом в лицо, подкрепленный военным танком?».

### Кассовые сборы
Несмотря на негативные отзывы, фильм имел кассовый успех.